# Rapu-Rapu
Rapu-Rapu è una municipalità di quarta classe delle Filippine, situata nella Provincia di Albay, nella Regione del Bicol.
Rapu-Rapu è formata da 34 baranggay:
- Bagaobawan
- Batan
- Bilbao
- Binosawan
- Bogtong
- Buenavista
- Buhatan
- Calanaga
- Caracaran
- Carogcog
- Dap-dap
- Gaba
- Galicia
- Guadalupe
- Hamorawon
- Lagundi
- Liguan

- Linao
- Malobago
- Mananao
- Mancao
- Manila
- Masaga
- Morocborocan
- Nagcalsot
- Pagcolbon
- Poblacion
- Sagrada
- San Ramon
- Santa Barbara
- Tinocawan
- Tinopan
- Viga
- Villahermosa